# الراعي العاشق إلى حبيبته

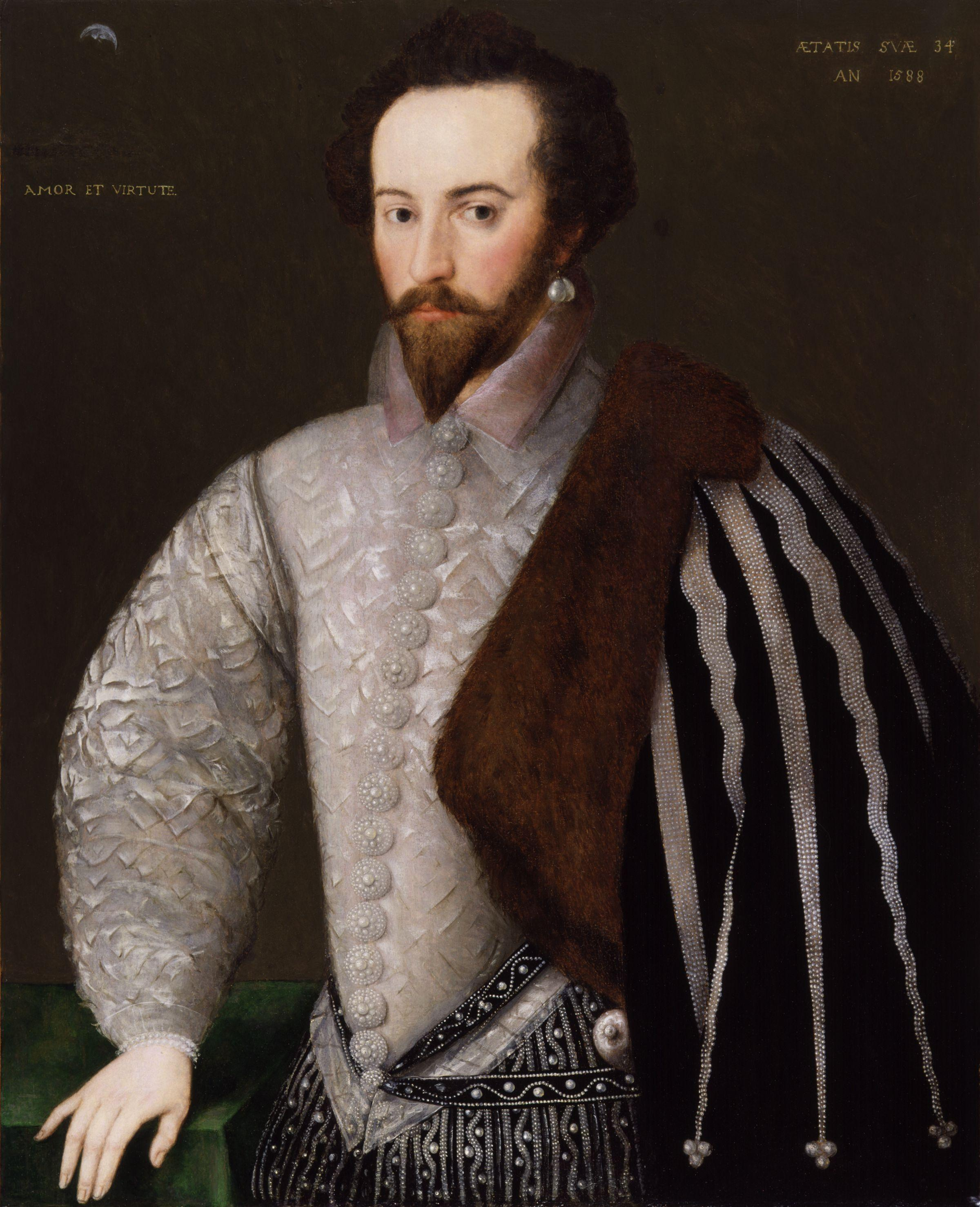

«الراعي العاشق إلى حبيبته» (بالإنجليزية: The Passionate Shepherd to His Love)‏، والمعروف عن بيتها الأول «تعال معي وكن حبي» (بالإنجليزية: Come live with me and be my love)‏، هي قصيدة كتبها الشاعر الإنجليزي كريستوفر مارلو ونشرت في عام 1599 (ست سنوات بعد وفاة الشاعر). بالإضافة إلى كونها واحدة من أشهر قصائد الحب في اللغة الإنجليزية، فهي تعتبر واحدة من أقدم الأمثلة على نمط الأدب الرعوي للشعر البريطاني في أواخر عصر النهضة.
كانت القصيدة موضوع «رد» معروف، كان من تأليف والتر رالي، بعنوان «رد الحورية على الراعي». يعكس التفاعل بين القصيدتين العلاقة بين مارلو ورالي. كان مارلو شاباً، وشعره رومانسياً وإيقاعياً، وفي الراعي العاشق، يُعِدُّ كائن الحب (حورية). كان رالي محاميًا قديمًا وشاعراً بارعًا. موقفه أكثر ضراوة، وفي كتابته «رد الحورية»، قام بتوبيخ مارلو لكونه ساذجًا وفعّالًا في كل من أسلوبه في الكتابة وأفكار الراعي عن الحب. جاءت الردود اللاحقة على مارلو من جون دون، سيسيل داي، وويليام كارلوس ويليامز،  أوغدن ناش،  دبليو دي سنودجراس، دوغلاس كريس وجريج ديلانتي، وروبرت هيريك.

## نص القصيدة
نص القصيدة باللغة الإنجليزية:
Come live with me and be my love,

And we will all the pleasures prove,

That Valleys, groves, hills, and fields,

Woods, or steepy mountain yields.

And we will sit upon the Rocks,

Seeing the Shepherds feed their flocks,

By shallow Rivers to whose falls

Melodious birds sing Madrigals.

And I will make thee beds of Roses

And a thousand fragrant posies,

A cap of flowers, and a kirtle

Embroidered all with leaves of Myrtle;

A gown made of the finest wool

Which from our pretty Lambs we pull;

Fair lined slippers for the cold,

With buckles of the purest gold;

A belt of straw and Ivy buds,

With Coral clasps and Amber studs:

And if these pleasures may thee move,

Come live with me, and be my love.

The Shepherds’ Swains shall dance and sing

For thy delight each May-morning:

If these delights thy mind may move,

Then live with me, and be my love.